# Eray Cömert
Eray Cömert (Rheinfelden, Aargau kanton, 1998. február 4. –) svájci válogatott labdarúgó, a Real Valladolid játékosa kölcsönben a Valencia csapatától.

## Pályafutása

### Klubcsapatokban
Cömert a svájci Rheinfeldenben született. Az ifjúsági pályafutását a Concordia Basel csapatában kezdte, majd a Basel akadémiájánál folytatta.
2016-ban mutatkozott be a Basel első osztályban szereplő felnőtt keretében. A 2016–17-es szezon második felében a Lugano, míg a 2017–18-as szezonban a Sion csapatát erősítette kölcsönben. 2022. január 25-én 4½ éves szerződést kötött a spanyol első osztályban érdekelt Valencia együttesével. Először a 2022. február 6-ai, Real Sociedad ellen 0–0-ás döntetlennel zárult mérkőzésen lépett pályára. Első gólját 2022. október 2-án, az Espanyol ellen idegenben 2–2-es döntetlennel végződő találkozón szerezte meg.
2023. augusztus 26-án a francia Nantes opciós vétellel kölcsönbe vette. 2024. július 10-én kölcsönbe került a Real Valladolid csapatához.

### A válogatottban
Cömert az U15-östől az U21-esig szinte minden korosztályos válogatottban képviselte Svájcot.
2019-ben debütált a felnőtt válogatottban. Először a 2019. november 18-ai, Gibraltár ellen 6–1-re megnyert mérkőzés 65. percében, Manuel Akanjit váltva lépett pályára.

## Statisztika
2022. november 10. szerint.
| Klub                | Szezon   | Bajnokság          | Bajnokság | Bajnokság | Kupa  | Kupa  | Nemzetközi | Nemzetközi | Összesen | Összesen |
| Klub                | Szezon   | Bajnokság          | Mérk.     | Gólok     | Mérk. | Gólok | Mérk.      | Gólok      | Mérk.    | Gólok    |
| ------------------- | -------- | ------------------ | --------- | --------- | ----- | ----- | ---------- | ---------- | -------- | -------- |
| Basel               | 2015–16  | Swiss Super League | 5         | 0         | 0     | 0     | —          | —          | 5        | 0        |
| Basel               | 2016–17  | Swiss Super League | 0         | 0         | 1     | 0     | —          | —          | 1        | 0        |
| Basel               | 2018–19  | Swiss Super League | 24        | 1         | 2     | 0     | 5          | 1          | 31       | 2        |
| Basel               | 2019–20  | Swiss Super League | 33        | 2         | 3     | 0     | 14         | 1          | 50       | 3        |
| Basel               | 2020–21  | Swiss Super League | 30        | 1         | 0     | 0     | 3          | 0          | 33       | 1        |
| Basel               | 2021–22  | Swiss Super League | 9         | 1         | 1     | 0     | 8          | 0          | 18       | 1        |
| Basel               | Összesen | Összesen           | 101       | 5         | 7     | 0     | 30         | 2          | 138      | 7        |
| Lugano (kölcsönben) | 2016–17  | Swiss Super League | 12        | 0         | 0     | 0     | —          | —          | 12       | 0        |
| Sion (kölcsönben)   | 2017–18  | Swiss Super League | 12        | 0         | 0     | 0     | —          | —          | 12       | 0        |
| Valencia            | 2021–22  | La Liga            | 8         | 0         | 1     | 0     | —          | —          | 9        | 0        |
| Valencia            | 2022–23  | La Liga            | 11        | 1         | 0     | 0     | —          | —          | 11       | 1        |
| Valencia            | Összesen | Összesen           | 19        | 1         | 1     | 0     | 0          | 0          | 20       | 1        |
| Összesen            | Összesen | Összesen           | 144       | 6         | 8     | 0     | 30         | 2          | 182      | 8        |

### A válogatottban
| Válogatott | Év       | Pályára lépés | Gól |
| ---------- | -------- | ------------- | --- |
| Svájc      | 2019     | 1             | 0   |
| Svájc      | 2020     | 2             | 0   |
| Svájc      | 2021     | 4             | 0   |
| Svájc      | 2022     | 5             | 0   |
| Összesen   | Összesen | 12            | 0   |

## Sikerei, díjai
Basel
- Swiss Super League
  - Bajnok (1): 2015–16
  - Ezüstérmes (2): 2018–19, 2020–21
- Svájci Kupa
  - Győztes (1): 2018–19
  - Döntős (1): 2019–20

Valencia
- Copa del Rey
  - Döntős (1): 2021–22

## Fordítás
- Ez a szócikk részben vagy egészben  az   Eray Cömert című angol Wikipédia-szócikk fordításán alapul.  Az eredeti cikk szerkesztőit annak laptörténete sorolja fel. Ez a jelzés csupán a megfogalmazás eredetét és a szerzői jogokat jelzi, nem szolgál a cikkben szereplő információk forrásmegjelöléseként.